# Qobustani sziklarajzok

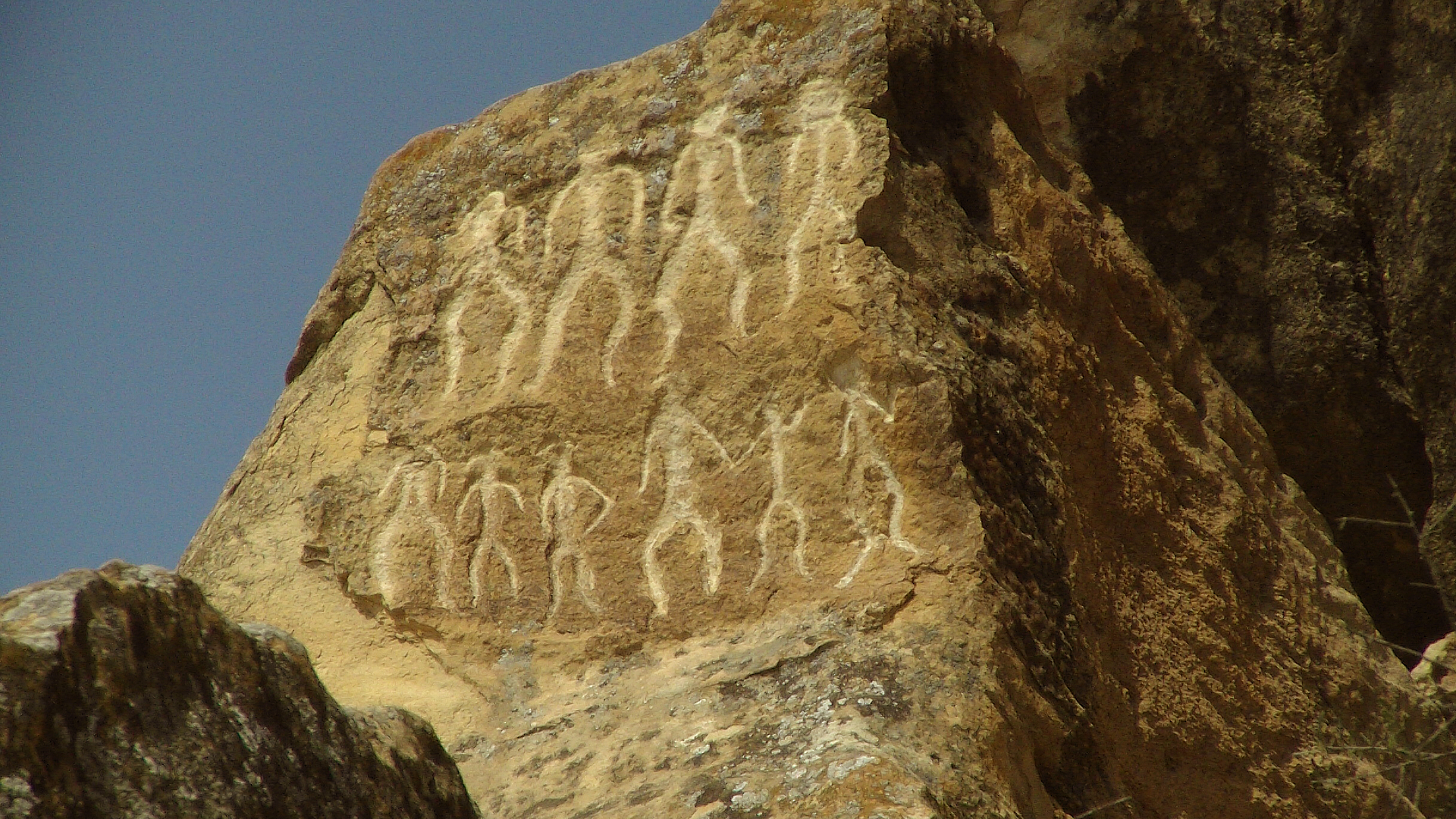
A qobustani sziklarajzok egyike

A qobustani sziklarajzok, hivatalos megnevezéssel qobustani sziklarajzok kultúrtája (azeri nyelven Qobustan Dövlət Tarixi-Bədii Qoruğu, röviden Qobustan qoruğu; Qobustan egyéb írásváltozatai: Gobusztán, Gobustan, Kobustan) Azerbajdzsán 2007 óta világörökségi védelmet élvező térsége, Bakutól 65 kilométerre délnyugatra, Qobustan városától nyugatra, a Kaszpi-tenger nyugati partjaitól 6 kilométerre, a félsivatagi Sirvan-síkság és a Kaukázus déli láncaihoz tartozó Qobustan-hegység találkozásánál. 
Az 5,37 négyzetkilométernyi, védelem alatt álló területet 30,96 négyzetkilométeres védőzóna veszi körbe, amely nagyjából egybeesik a Qobustani Nemzeti Park területével. A kultúrtáj magában foglal ezernyi sziklarajzot, felső paleolitikumi, bronzkori és középkori településmaradványokat és sírokat. 2013. decemberben a világörökségi helyszínt az UNESCO fokozottan védendő státuszba helyezte.

## A helyszín
Három jól elkülöníthető terület áll világörökségi védelem alatt: a Böyük-daş (323,27 ha) és a Kiçik-daş (196,86 ha) sziklafennsíkja, illetve a Cingirdağ egyik, Yazılıtəpə nevű dombja (17,09 ha). A három plató észak–déli irányban terül el, felületüket abşeroni mészkő alkotta sziklatömbök borítják, amelyek körül a kevésbé kemény mészkőrétegek kioldódtak és számos, emberi megtelepedésre alkalmas barlang alakult ki. A területen található, véséssel kimélyített tálszerű mélyedések, "kőtálcák" pedig az esővíz felfogását és tárolását szolgálták.
A tágabb térségben mintegy háromszáz iszapvulkán található. Természetrajzi szempontból érdekes a Cingirdağ északkeleti lankáin található Gaval-daş nevű, három kisebb kővel alátámasztott nagy, lapos szikladarab, amely – ha egy másik kővel megkoccintják – kongó hangot ad ki (a helyi folklór szerint ez az igazi "rock-music").

### Őskor
A térségben az utolsó jégkorszakot követően, az éghajlat melegebbre és csapadékosabbra fordulásával, 10 ezer évvel ezelőtt jelent meg az a népesség, amelynek településnyomai és művészi sziklarajzai mindmáig fennmaradtak. Barlangokban éltek, a közeli füves szavannákról szerezték be élelmüket, illetve a Kaszpi-tengerben halásztak. A barlangok közelében közel hatezer különféle ábrázolás látható mintegy ezer mészkősziklán. Ezek nagy részén ember- és állatalakok szerepelnek: nyilakkal és íjjal felszerelt vadászok, harcosok, lovasok, rituális táncot járó férfiak, kövér anyafigurák, szarvasmarha- és lófélék, bölények, szarvasok, kecskék, vaddisznók, oroszlánok, halak, hüllők és rovarok, égitestek. De látható számos csónakféleség, öltözékek, stilizált ruha- és testdíszítés, ill. eszköz (pl. halászháló, földműveléshez használatos ásóbot, rögtörő kapa/hanttörő). Az állatok korai háziasítására utal, hogy egynémely rajzon a marha-/kecskefélék nyakán stilizált kötél látható.
Az ábrázolások élethűek, méreteiket tekintve azonban helyenként eltúlzottak, így például egy 4,3 méteres halász- és egy több mint 2 méter magas ökörrajz esetében. A képek véséssel, karcolással, pontozással vagy csiszolással készültek kő- és fémeszközök segítségével, némelyiküket meg is festették. Koruk 8–4 ezer év közöttire tehető, de a keletkezés pontos idejét megállapító vizsgálatok még váratnak magukra. 
A feltételezések szerint e nedvesebb időszakban a Kaszpi-tenger szintje a mainál magasabb lehetett, és a napjainkbeli három fennsík szigetként vagy félszigetként nyúlt bele a tengerbe. Ez a hipotézis egyúttal megmagyarázná a feltűnően sok csónak- és halábrázolást is.

### Ókor és középkor
A későbbi korok tanúja körülbelül húsz őskori, valamint számos bronzkori és középkori településmaradvány, illetve épületrom, amelyek a qobustani térség korabeli fénykoráról vallanak. Az egyik szikladarabon lévő latin nyelvű felirat az 1. század vége felé itt átvonult XII. római legio centuriója, Fulminata emlékét őrzi. A későbbi századok sziklavésetei terjedelmüket tekintve egyre kisebbek, és egyre inkább nonfiguratívak lettek. A 12–14. század közötti időből pedig számos arab felirat maradt fenn.
A szikladíszítményeket az 1930-as években véletlenül fedezték fel a helyszínen működő kőfejtő munkásai. Miután fény derült a gazdag leletre, a kőfejtési munkálatokat leállították, s 1939-ben megkezdődtek a rendszeres ásatások İshaq Cəfərzadə (nyugati átírásban Isaak Jafarzade) vezetésével. A régészeti feltárómunka során 750 szikla 3500 ábrázolását írták le és osztályozták, de a munkát már mások fejezték be. 1965-től későbbi korok településmaradványait tárták fel azeri régészek. 
1966-ban a területen létrehozták a Qobustani Nemzeti Parkot (Qobustan Milli Parkı), Azerbajdzsán egyik legjelentősebb nemzeti-történeti emlékhelyét. Az utóbbi években pedig jól kiépített, közönségvonzó kiállítási épület, ill. egyéb turisztikai fejlesztés történt.

## Külső hivatkozások

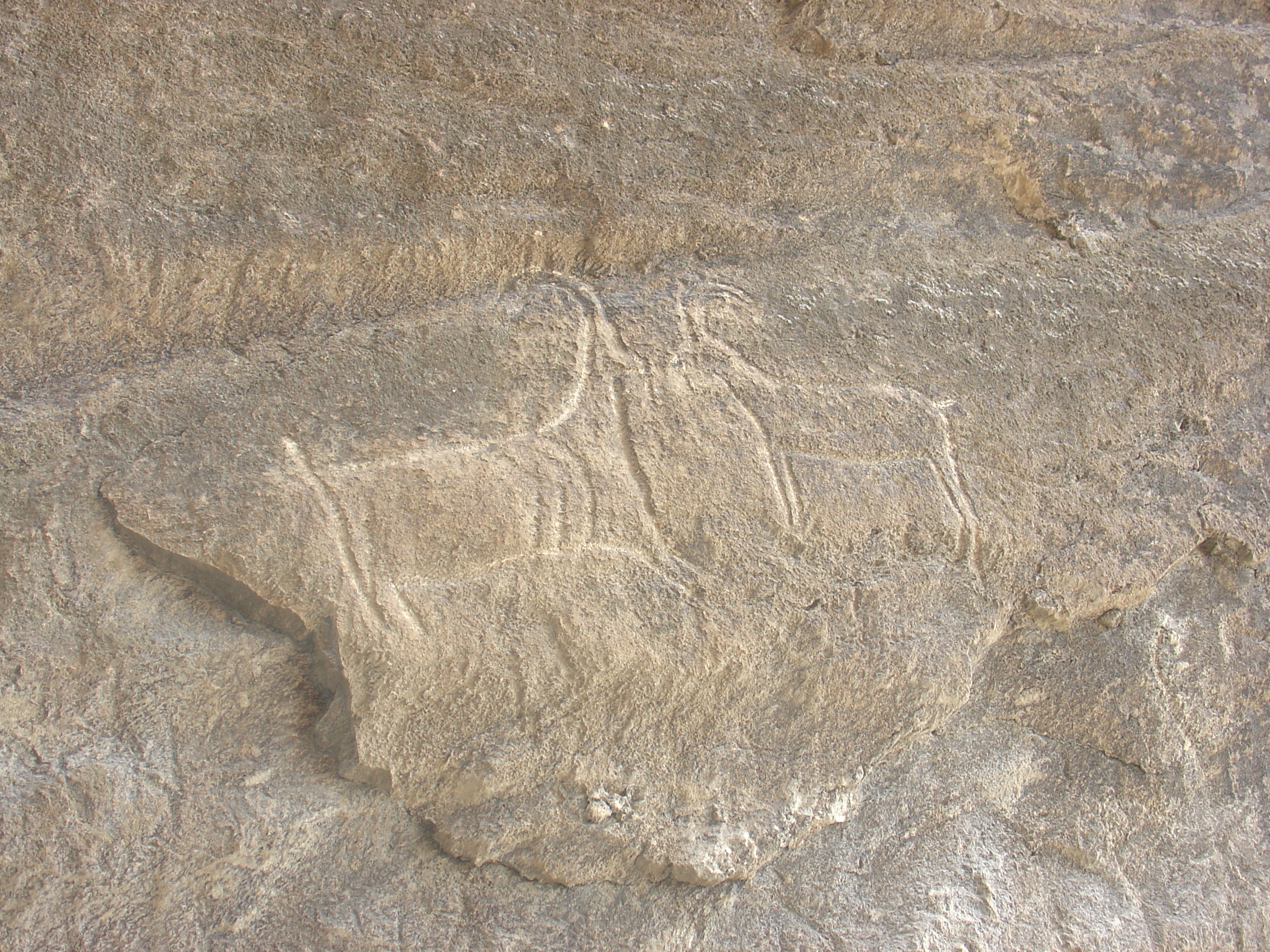

- A qobustani sziklarajzok az UNESCO világörökség honlapján (angolul)
- Qobustan hivatalos honlapja (angolul), (oroszul), (azeriül)
- A qobustani sziklarajzok képekkel a Window to Baku honlapon (angolul)]
- A qobustani sziklarajzok képekkel a www.ecotourism.aznet.org oldalán (angolul)
- Több qobustani sziklarajz fényképe és rajza elemzéssel a donsmaps.com-on (angolul)
- A Qobustan vidéki iszapvulkánokról a www.azer.com oldalán (angolul)
- Sziklarajz.lap.hu – linkgyűjtemény
- Qobustan petroglyphs
- Museum under open sky
- orosz nyelvű tájékoztató a sziklarajzokról és a múzeumról
- gobusztáni sziklarajzok, összehasonlító kitekintéssel egyéb őskori kultúrákra (oroszul)